# Supraland
Supraland — компьютерная игра в жанрах метроидвании и головоломки от первого лица, разработанная и изданная компанией Supra Games. Первоначальный релиз игры на Windows произошёл 5 апреля 2019 года. Позже, 22 октября 2020 года, вышел порт игры на консоли PlayStation 4, Xbox One и Nintendo Switch, изданный компанией Humble Games.
В Supraland игроку в роли игрушки предстоит изучать различные зоны внутри детской песочницы.
Разработкой Supraland по большей части занимался Девид Мюнних, основатель Supra Games. Он хотел создать метроидванию — adventure-игру, которая полагается на нелинейность игрового процесса и исследование внутриигрового мира, продвижение в котором зависит от развития персонажа. В Supraland используется вид от первого лица, что, по мнению разработчика, позволяет гораздо глубже погрузиться в мир игры.
Supraland получила в основном положительные отзывы критиков. В рецензиях прессы чаще всего хвалили геймплей игры, но критиковали визуальную составляющую проекта. 14 января 2022 года вышло продолжение под названием Supraland Six Inches Under. Также в разработке находится полноценный сиквел.

## Игровой процесс
В Supraland игрок принимает роль игрушечной фигурки человека. Протагонист — принц королевства «красных». Ему предстоит выяснить, почему «синие», населяющее соседнее королевство, испортили водопроводную систему «красных». Игра ведётся от первого лица. Сеттинг игры — детская песочница. Каждая зона игрового мира имеет свою тему. Геймплей Supraland основывается на законах и механиках жанра метроидвании, но также включает в себя элементы других жанров, таких как головоломка, point-and-click-квест и шутер от первого лица. В игре отсутствует карта. Вместо этого игрокам предлагается использовать ориентиры на местности (например, большие объекты и особенности ландшафта), чтобы выбирать направление своего приключения.

## Разработка и выход
Игру разработал Девид Мюнних, основатель команды Supra Games, за 16 месяцев. До Supraland опыт студии Supra Games состоял из игры Supraball — бесплатной мультиплеерной спортивной игре, которая основывалась на модификации к игре Unreal Tournament. Supraball имеет схожий с Supraland визуальный стиль, похожий на мультипликационный.
Изначально Мюнних хотел сделать action-adventure-игру от первого лица. На ранних стадиях разработки он играл в свои любимые проекты и записывал те игровые механики, которые нравились ему больше всего. Так получился список основных механик, так называемая формула Supraland. На выходе игру описывали как помесь Portal, The Legend of Zelda и Metroid. Одним из ключевых элементов игрового процесса Supraland стало решение головоломок. Мюнних стремился, чтобы головоломки были «осязаемыми», как в серии Portal.
Метроидвании редко бывают сделанными от первого лица. Более того, по словам Мюнниха, основным геймдизайнерским решением стало отсутствие карты, которое тем не менее помогает игру с навигацией. В интервью порталу PC Gamer он сказал, что считает карты комфортными, но сводящими весь трёхмерный мир к «бессмысленной геометрии». В своей игре он захотел, чтобы игроки при изучении мира следовали природному любопытству. Таким образом они могли бы глубже вовлечься в игру и получать наслаждение от исследования мира.
Релизная версия игры для Windows увидела свет 5 апреля 2019 года. Несколько позже, 22 октября 2020 года, компания Humble Games издала версии игры для PlayStation 4, Xbox One и Nintendo Switch. Дополнение под названием Supraland Crash вышло 3 июля 2020 года.

## Критика
| Сводный рейтинг       | Сводный рейтинг           |
| Агрегатор             | Оценка                    |
| --------------------- | ------------------------- |
| Metacritic            | (PC) 85/100 (Xbox) 82/100 |
| Иноязычные издания    |                           |
| Издание               | Оценка                    |
| Game Informer         | 8/10                      |
| Nintendo World Report | 6/10                      |
| Shacknews             | 9/10                      |

Согласно сайту Metacritic, версии для Windows и Xbox One получили «в основном положительные отзывы»: 85 и 82 балла соответственно. По словам журналиста Rock, Paper, Shotgun Джона Уокера, Supraland стала для него лучшей игрой 2019 года. В обзоре на ПК-версию игры Кайл Хиллиард, рецензент сайта Game Informer, хвалил головоломки и процесс исследования мира игры, который вознаграждается сполна. Донован Эрскин в своей рецензии на порт игры для платформы Xbox One для сайта Shacknews назвал Supraland одной из лучших песочниц, в которые он играл, и описал игровой опыт как «ценный для любителей открытых миров в играх, так как проект позволяет игроку самому решать, каким будет его приключение». Также похвалы удостоился игровой процесс — «будто любовное послание к видеоигровой классике, отдающее ей должное». Однако Эрскин посетовал на унылый внешний вид персонажей и предметов. Критик сайта NintendoWorldReport Джон Реирдин дал игре менее положительный приём. Ему не понравился дизайн мира, который мешал всем остальным механикам игры проявить себя. По его словам, «весёлые моменты и хорошие идеи постоянно прерываются бессмысленным шатанием по локациям, которые явно задумывались куда более интересными».

## Продолжения
14 января 2022 года вышло продолжение игры, названное Supraland Six Inches Under. Изначально оно планировалось как второе DLC к игре, но объёмы нового проекта, а также пониженный интерес аудитории к дополнениям привели к тому, что Мюнних решил выпустить Six Inches Under как отдельный проект.
Также в разработке находится второе продолжение, окрещённое Supraworld. Деньги на игру были собраны через платформу Kickstarter. В отличие от Supraland, новая игра разрабатывается не в одиночку, и автор оригинала выступает в роли разработчика боёв и повествования.